# Кау (річка)
Кау — річка у північному В'єтнамі. Вона тече через місто Тхайнгуєн. Річка має протяжність 288 км і площу басейну 6030 км².